# AFDL
De allierade demokratiska styrkorna för Kongo-Zaires befrielse (fr: l'Alliance des Forces Démocratiques pour la Libération du Congo-Zaïre, AFDL) var en brokig samling av olika kongolesiska folk- och motståndsgrupper som tillsammans med flyktingar från kriget i Rwanda och Burundi och olika grannstater störtade diktatorn Mobutu Sese Seko och gav Laurent Kabila makten i första Kongokriget (1996–1997).

## Bakgrund
Den 7 oktober 1996 förklarade viceguvernören i staden Bukavu att banyamulengefolket inte längre hade rätt att vistas i landet. Banyamulengegrupper gjorde då uppror mot den lokala regeringen.
Denna lokala konflikt växte dock snart till en storkonflikt i takt med att flera omgivande stater blandade sig i konflikten. Centralregeringen i Kinshasa backade upp de lokala myndigheterna medan Rwanda stödde upprorsstyrkorna. I månadsskiftet september–oktober 1996 ledde detta till eldstrid mellan de båda staternas arméer vid Kivusjön, vilket brukar räknas som starten av första Kongokriget.
Den förre vänsterrebellen Laurent-Désiré Kabila dök plötsligt upp som ledare för sin avsomnade marxistgrupp Folkets revolutionära parti och lyckades på kort tid bli politisk ledare och offentlig talesman för det nybildade AFDL som också samlade följande grupper:
- Nationella motståndsrådet för demokrati (CNRD)
- Revolutionära rörelsen för Kongos befrielse (MRLZ)
- Folkets demokratiska allians (ADP)

## Första Kongokriget
AFDL började omgående erövra städer längs landets gränser och upplöste de stora läger med hutuflyktingar från Rwanda som upplåtit en fristad åt RDR-gerillan. Detta skapade en ohållbar humanitär situation som ådrog sig kritik från olika människorättsorganisationer. När ett flyktingläger förstördes flydde man vidare till nästa vilket skapade helt ohanterbara jätteläger som det i Mugungu, norr om Kivusjön, med över 500 000 invånare.
Våldsamma strider i mitten av november ledde till att de zairiska regeringstrupperna och RDR-styrkorna besegrades och drevs ut ur Norra och Södra Kivuprovinserna. Omkring 800 000 flyktingar återvände till Rwanda medan hundratusentals andra hutuer flydde västerut in i Zaires djungler där många föll offer för svält, väder och vind eller väpnade angrepp.
Kabila stärkte sitt grepp över motståndsrörelsen när ledaren för AFDL:s militära flygel Nationella motståndsrådet för demokrati (franska: le Conseil National de la Résistance pour la Démocratie, CNRD), André Kisase Ngandu, dog under mystiska omständigheter i Norra Kivuprovinsen, den 4 januari 1997.
Under återstoden av första Kongokriget avancerade AFDL och dess allierade vidare mot Kinshasa utan att möta något större motstånd. De flesta av de demoraliserade regeringssoldaterna deserterade eller anslöt sig till AFDL.
Den 16 maj 1997, sjutton månader efter krigets början, lämnade Mobutu landet och dagen efter marscherade AFDL in i Kinshasa och utropade Kabila till president i Kongo-Kinshasa.
AFDL blev den nya armén.

## Sönderfall
Så snart detta uppnåtts föll dock alliansen sönder. Kabila och hans ugandiska och rwandesiska stödtrupper började strida sinsemellan vilket ledde till andra Kongokrigets utbrott den andra augusti 1998.